# Trzustka obrączkowata
Trzustka obrączkowata (łac. pancreas annulare, ang. annular pancreas) – anomalia anatomiczna trzustki polegająca na obecności pasma tkanki trzustkowej obejmującego część zstępującą dwunastnicy. Jej przyczyną jest wadliwa rotacja zalążków brzusznych trzustki. Może objawiać się klinicznie w okresie noworodkowym lub później. Operacja wykonywana z powodu niedrożności polega na wykonaniu omijającego zespolenia dwunastniczo-dwunastniczego lub dwunastniczo-czczego; nie zaleca się rozdzielenia pasma tkanki trzustkowej, ponieważ można przy tej czynności łatwo uszkodzić duże przewody trzustkowe, co prowadzi do przetoki i zapaleń.